# Mount Strauss
Mount Strauss ist ein 815 m hoher und verschneiter Berg im Südwesten der Alexander-I.-Insel westlich der Antarktischen Halbinsel. Mit seinem Steilhang an der Südflanke ragt er 10 km ostsüdöstlich des Kopfendes des Brahms Inlet auf der Beethoven-Halbinsel auf.
Eine Reihe von Bergen in der Umgebung erscheinen erstmals auf Kartenmaterial, das im Zuge der US-amerikanischen Ronne Antarctic Research Expedition (1947–1948) entstand. Den hierzu zählenden Mount Strauss kartierte der britische Geograph Derek Searle vom Falkland Islands Dependencies Survey 1960 anhand von Luftaufnahmen, die gleichfalls bei dieser Forschungsreise angefertigt wurden. Das UK Antarctic Place-Names Committee benannte den Berg am 2. März 1961 nach dem österreichischen Komponisten Johann Strauss (1804–1849) und dem deutschen Komponisten Richard Strauss (1864–1949).